# Worcesterlaufhühnchen
Das Worcesterlaufhühnchen (Turnix worcesteri) ist eine seltene, wenig erforschte Vogelart aus der Familie der Laufhühnchen (Turnicidae). Es ist auf der philippinischen Insel Luzon endemisch. Das Artepitheton ehrt den US-amerikanischen Zoologen und Regierungsbeamten Dean Conant Worcester.

## Merkmale
Das Worcesterlaufhühnchen erreicht eine Körperlänge von 12 bis 14 cm, wobei die Weibchen größer werden. Der kurze Schwanz besteht aus 12 Steuerfedern. Die kurzen Flügel sind an der Spitze abgerundet. Es liegt ein Sexualdimorphismus vor. Beim Männchen sind Stirn, Scheitel und der weißgefleckte Hals sind dunkelbraun mit helleren Federfransen. Über den Mittelscheitel und dem Überaugenstreif verläuft ein unvollständiger Streifen. Zügel und Gesicht sind schwarz mit gelbbraunen Flecken. Die Halsseiten sind schwarz mit weißen Subterminalbinden. Der Schnurrbart ist schwarz. Die Kehle ist weiß mit dunkelbraun gestreiften Seiten. Die Brust ist rötlich gelbbraun. Flanken und Unterschwanzdecken sind rostbraun. Die umgebenden Bauch- und Steißseiten sind teilweise schwarzbraun gebändert. Nahezu die gesamte Oberseite und die Flügeldecken sind dunkelbraun, fein gebändert und die Federn breit gefranst. Die hell graubraunen Schwungfedern haben schmale weißliche Fransen, besonders auf den Außenfahnen. Der schwarze Schwanz hat gelbbraune Fransen. Schulterfedern und Schirmfedern sind weißlich ocker gefranst. Das Weibchen ähnelt dem Männchen, aber die Zügel und das Gesicht sind weiß gefleckt und die Kehle weist eine hellrötliche Färbung auf, die sich bis zur Unterseite mit Ausnahme des weißen Bauchs erstreckt. Der Schnabel ist hellbläulich, die Iris ist hellgelb und die Beine sind fleischrosa. Die Jungvögel sind unbeschrieben.

### Ähnliche Taxa
Bekannte Sympatrien bestehen nur mit der Unterart Turnix ocellatus benguetensis des Riesenlaufhühnchens und der Unterart Turnix suscitator fasciatus des Bindenlaufhühnchens. Das Männchen der erstgenannten Unterart ist jedoch größer, hat eine rotbraune Brust und keine rotbraunen Flanken und Schwanzunterseiten, während das Weibchen einen überwiegend schwarz-weißen Kopf und einen rotbraunen Kragen hat. Beide Geschlechter des Bindenlaufhühnches sind größer als das Worcesterlaufhühnchen und haben stark gebänderte Unterseiten. Ähnlichkeiten bestehen auch zum allopatrischen Sumbalaufhühnchen, das an der Oberseite etwas dunkler ist und dem allopatrischen Rotbrust-Laufhühnchen, das gewöhnlich etwas größer, an der Oberseite etwas heller und an der Unterseite stumpfer gefärbt ist.

## Lebensraum
Das Worcesterlaufhühnchen bewohnt Grasland im Hochland der Zentralkordillere und hohes Gras unter Kiefern in der Provinz Kalinga. Beobachtungen soll es von Meereshöhe bis in Höhenlagen von 1100 m geben, wenn auch vielleicht hauptsächlich oder nur im Hochland, da Sichtungen im Tiefland gelegentlich als zweifelhaft angesehen werden. Manche Vermutungen gehen dahin, dass die Art in einem unbekannten Ausmaß vom Wald abhängig sein könnte.

## Lebensweise
Das Worcesterlaufhühnchen hat eine terrestrische Lebensweise. Wanderungen sind unbekannt, obwohl eine einzige Aufzeichnung von einem montanen Pass vielleicht auf lokale Wanderungen hindeutet. Das Nahrungsverhalten ähnelt möglicherweise seinen Artgenossen, aber es fehlen fast gänzlich spezifische Informationen über diese Art. Daten von einem Exemplar lassen vermuten, dass Insekten als Nahrung dienen. Das Fortpflanzungsverhalten ist wenig studiert. Ein im März 1973 gesammeltes Männchen hatte leicht vergrößerte Geschlechtsorgane und die wenigen verfügbaren Hinweise deuten darauf hin, dass die Art irgendwo im Norden Luzons zwischen April und Juni brütet und sich zumindest einige Vögel im Zeitraum von Juli bis März fortpflanzen.

## Status
Das Worcesterlaufhühnchen wird von der IUCN in die Kategorie „unzureichende Datenlage“ (data deficient) klassifiziert. Es hat ein eingeschränktes Verbreitungsgebiet in der Endemic Bird Area Luzon. Eindeutige Nachweise gibt es von sechs Orten und eine unbestätigte Sichtung von einem siebten. Die jüngste Aufzeichnung betrifft ein Exemplar, das im Januar 2009 am Dalton-Pass von einem Fernsehteam fotografiert wurde, nachdem es dort seit 1973 keinen Nachweis mehr gegeben hatte. Anschließend wurde es zusammengebunden und für zehn Pesos an jemanden verkauft, der etwas Wildvogelfleisch zur Wiederherstellung seiner Gesundheit haben wollte. Die Art ist der Nachstellung durch den Menschen ausgesetzt, da die meisten Aufzeichnungen von Fallenstellern gemacht werden (z. B. im Einzugsgebiet des Dalton-Passes), aber das Ausmaß dieser und anderer potentieller Bedrohungen ist unklar. Bis zum Jahr 2000 als „gefährdet“ eingestuft, gibt es nur wenige jüngere Aufzeichnungen und fast nichts ist über die Verbreitung, Bestandsentwicklung, Ökologie und Gefährdung bekannt; daher ist eine Bewertung des Gefährdungsstatus gegenwärtig nicht möglich.